# 李嘉图社会主义

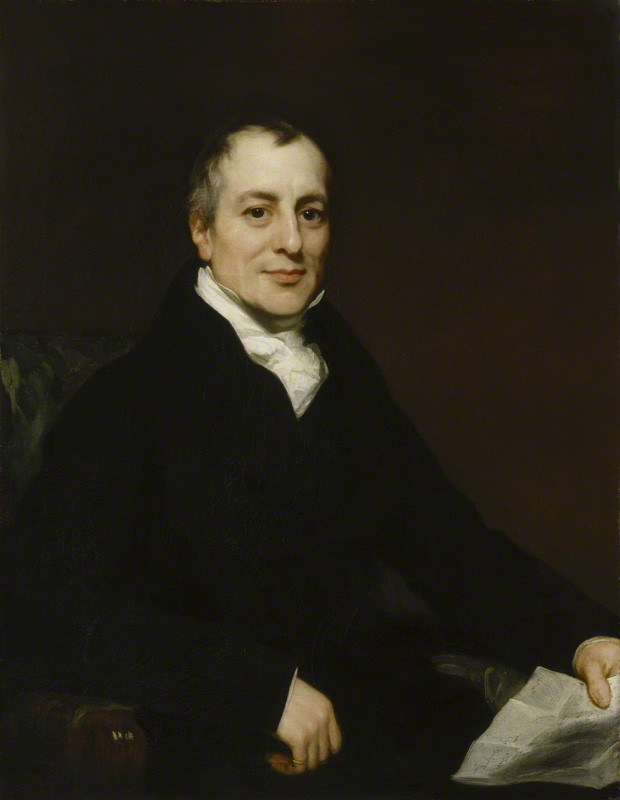
大卫·李嘉图

李嘉图社会主义（英語：Ricardian socialism）是基于英国经济学家大卫·李嘉图的理念的一个古典经济学分支。该术语用于描述1820年代和1830年代的一批经济学家，他们从亚当·斯密和李嘉图的理论中发展出了资本主义剥削理论，指出劳动是所有财富和交换价值的源泉。 这一原则可以追溯到英国哲学家约翰·洛克。李嘉图社会主义者推断，劳动有权获得它所生产的一切，而地租、利润和利息不是自由市场过程的自然产物，而是扭曲。 他们认为，生产资料的私有制应该被工人协会拥有的合作社所取代。
尽管李嘉图社会主义思想对卡尔·马克思的理论产生了一些影响，但在多大程度上有影响的问题上存在分歧。一些人认为马克思拒绝了李嘉图社会主义者的许多基本假设，包括认为劳动是所有财富之源的观点；而另一些人则认为，李嘉图社会主义者虽然“通常被视为不自洽的乌托邦主义者”，但实际上是“一个对马克思主义经济理论的重要但在很大程度上被忽视的影响。